# 14 tháng 1
Ngày 14 tháng 1 là ngày thứ 14 trong lịch Gregory. Còn 351 ngày trong năm (352 ngày trong năm nhuận).

## Sự kiện
- 927 – Sau khi thủ đô Phúc Châu bị chiếm, Quốc vương nước Mân Vương Diên Hàn cùng thê là Thôi thị bị xử trảm, Vương Diên Quân trở thành người cai trị quốc gia, tức ngày Tân Mão (8) tháng 12 năm Bính Tuất.
- 1724 – Quân chủ Tây Ban Nha đầu tiên thuộc vương tộc Bourbon là Felipe V nhượng lại vương vị cho con trai cả là Luis.
- 1761 – Quân Afghan dưới quyền Ahmad Shah Durrani đại thắng quân Maratha trong trận Panipat thứ ba nhằm tranh quyền bá chủ tại Bắc Ấn Độ.
- 1775 – Thuyền trưởng James Cook khám phá ra quần đảo Willis ở Nam Đại Tây Dương.
- 1784 – Quốc hội Hợp bang phê chuẩn Hiệp định Paris về việc kết thúc Cách mạng Mỹ.
- 1814 – Hòa ước Kiel: Quốc vương Frederik VI của Đan Mạch nhượng Na Uy cho Thụy Điển để đổi lấy Pomerania.
- 1858 – Hoàng đế Napoléon III của Pháp thoát khỏi một nỗ lực ám sát.
- 1895 – Thông qua hội nghị nội các, Nhật Bản tuyên bố quần đảo Senkaku là đất vô chủ, chính thức nhập vào bản đồ Nhật Bản.
- 1900 – Vở nhạc kịch Tosca của Giacomo Puccini được công diễn lần đầu tại Roma, Ý.
- 1943 – Chiến tranh thế giới thứ hai: Quân đội Nhật Bản bắt đầu Chiến dịch Ke, một cuộc hành quân thành công nhằm triệt thoái lực lượng của họ ra khỏi Guadalcanal trong Chiến dịch Guadalcanal.
- 1943 – Chiến tranh thế giới thứ hai: Tổng thống Hoa Kỳ Franklin D. Roosevelt và Thủ tướng Anh Quốc Winston Churchill bắt đầu Hội nghị Casablanca để thảo luận về chiến lược và nghiên cứu các bước tiếp theo trong chiến tranh.
- 1950 – Nguyên mẫu chiến đấu cơ phản lực MiG-17 của Liên Xô tiến hành chuyến bay đầu tiên.
- 1953 – Josip Broz Tito bắt đầu đảm nhiệm chức vụ Tổng thống Nam Tư, ông tiếp tục nắm giữ chức vụ này cho đến khi qua đời vào năm 1980.
- 1960 – Ngân hàng Trữ kim Úc được thành lập, đây là ngân hàng trung ương và cơ quan phát hành tiền giấy của quốc gia,.
- 1969 – Một vụ nổ bất ngờ trên boong tàu của hàng không mẫu hạm USS Enterprise gần Hawaii khiến 27 người thiệt mạng.
- 1972 – Nữ vương Margrethe II của Đan Mạch lên ngôi, bà là nữ vương đầu tiên của Đan Mạch để từ năm 1412.
- 1985 – Hun Sen trở thành thủ tướng của Cộng hòa Nhân dân Campuchia, thay thế tiền nhiệm Chan Sy qua đời từ năm trước đó.
- 2004 – Quốc kỳ của nước Cộng hòa Gruzia, còn gọi là "cờ năm chữ thập", được sử dụng chính thức sau khoảng 500 năm gián đoạn.
- 2011 – Cách mạng Tunisia: Cựu tổng thống Zine El Abidine Ben Ali dời sang Ả Rập Saudi sau khi diễn ra một loạt các cuộc biểu tình đường phố chống lại ông.
- 2020 – Hệ điều hành Windows 7 chính thức kết thúc hỗ trợ mở rộng.

## Sinh
- 83 TCN – Marcus Antonius, chính trị gia và tướng lĩnh Đế quốc La Mã (m. 30 TCN)
- 1533 – Nguyễn Văn Giai, chính trị gia triều Lê sơ, tức 22 tháng 12 năm Giáp Dần (m. 1628)
- 1697 – Nguyễn Phúc Chú, chúa Nguyễn thứ sáu của Đàng Trong (m. 1738).
- 1831 – Alfred von Lewinski, tướng lĩnh Phổ (m. 1906)
- 1861 – Mehmed VI, sultan của Đế quốc Ottoman (m. 1926)
- 1875 – Albert Schweitzer, nhà thần học, triết gia, thấy thuốc người Đức-Pháp, đoạt giải Nobel Hòa bình (m. 1965)
- 1884 – Nagata Tetsuzan, tướng lĩnh người Nhật Bản (m. 1935)
- 1887 – Hugo Steinhaus, nhà toán học, nhà giáo dục người Ba Lan (m. 1972)
- 1890 – Arthur Holmes, nhà địa chất học người Anh Quốc (m. 1965)
- 1896 – John Dos Passos, tác gia người Mỹ (m. 1970)
- 1905 – Fukuda Takeo, chính trị gia người Nhật Bản, thủ tướng của Nhật Bản (m. 1995)
- 1919 – Giulio Andreotti, nhà báo và chính trị gia người Ý, thủ tướng của Ý (m. 2013)
- 1920 – Hoàng Tùng, chính trị gia người Việt Nam (m. 2010)
- 1925 – Mishima Yukio, tác gia, thi nhân, nhà biên kịch người Nhật Bản (m. 1970)
- 1938 – Hosokawa Morihiro, chính trị gia người Nhật Bản, thủ tướng của Nhật Bản
- 1941 – 
  - Faye Dunaway, diễn viên người Mỹ
  - Phạm Tiến Duật, tác gia người Việt Nam (m. 2007)
- 1943 – Ralph M. Steinman, nhà miễn dịch học và nhà sinh vật học người Canada, đoạt giải Nobel (m. 2011)
- 1944 – Peter Fechter, thợ nề người Đức, nạn nhân của lính canh bức tường Berlin (m. 1962)
- 1947 – Bev Perdue, chính trị gia người Mỹ
- 1948 – Nguyễn Thái Bình, sinh viên phản chiến người Việt Nam (m. 1972)
- 1959 – Nguyên Lê, nhạc sĩ người Pháp gốc Việt
- 1965 – Shamil Salmanovich Basayev, thủ lĩnh nổi dậy người Chechnya (m. 2006)
- 1966 – Marco Hietala, ca sĩ, tay chơi bass người Phần Lan
- 1969 – 
  - Dave Grohl, ca sĩ, nhạc sĩ người Mỹ
  - Jason Bateman, diễn viên, đạo diễn người Mỹ
- 1971 – Torsten Amft, nhà thiết kế thời trang người Đức
- 1973 – 
  - Giancarlo Fisichella, vận động viên đua xe ô tô người Ý
  - Djenar Maesa Ayu, nhà văn, diễn viên, đạo diễn người Indonesia
- 1980 – Hiroshi Tamaki, diễn viên và ca sĩ người Nhật Bản
- 1982 – Víctor Valdés, cầu thủ bóng đá người Tây Ban Nha
- 1985 – Mai Phương, diễn viên người Việt Nam (m. 2020).
- 1986 – Yohan Cabaye, cầu thủ bóng đá người Pháp
- 1987 – 
  - Dennis Aogo, cầu thủ bóng đá người Đức gốc Nigeria
  - Phan Thanh Hưng, cầu thủ bóng đá người Việt Nam
- 1990 – 
  - Grant Gustin, diễn viên ca sĩ người Mỹ
  - Suboi, nữ Rapper người Việt Nam
- 1994 - Kai, thành viên nhóm nhạc EXO người Hàn Quốc

## Mất
- 927 – Vương Diên Hàn, quốc vương của nước Mân, tức ngày Tân Mão (8) tháng 12 năm Bính Tuất
- 1224 – Hoàn Nhan Tuần, tức Kim Tuyên Tông, hoàng đế của triều Kim, tức ngày Canh Dần (22) tháng 12 năm Quý Mùi (s. 1163)
- 1742 – Edmund Halley, nhà thiên văn học, nhà địa vật lý học, nhá toán học người Anh (s. 1656)
- 1753 – George Berkeley, triết gia người Ireland (b. 1685)
- 1867 – Jean-Auguste-Dominique Ingres, họa sĩ người Pháp (s. 1780)
- 1898 – Lewis Carroll, nhà văn, nhà toán học, nhiếp ảnh gia người Anh (s. 1832)
- 1901 – Charles Hermite, nhà toán học người Pháp (s. 1822)
- 1934 – Eduard von Liebert, tướng lĩnh người Đức (s. 1850)
- 1944 – Hàm Nghi, hoàng đế thứ 8 của nhà Nguyễn (s. 1871)
- 1957 – Humphrey Bogart, diễn viên người Mỹ (s. 1899)
- 1966 – Sergey Pavlovich Korolyov, kỹ sư người Liên Xô (s. 1906)
- 1972 – Frederick IX, quốc vương của Đan Mạch (s. 1899)
- 1977 – Anthony Eden, chính trị gia người Anh, Thủ tướng Anh Quốc (s. 1897)
- 1978 – Kurt Gödel, nhà toán học, triết gia người Áo-Mỹ (s. 1897)
- 1984 – Ray Kroc, doanh nhân người Mỹ (s. 1902)
- 1986 – Daniel Balavoine, ca sĩ người Pháp (s. 1952)
- 1988 – Georgy Maximilianovich Malenkov, chính trị gia người Liên Xô, thủ tướng của Liên Xô (s. 1902)
- 2010 – Petra Schürmann, người mẫu và diễn viên người Đức, Hoa hậu Thế giới 1956 (s. 1935)
- 2011 – Hồng Hà, chính trị gia người Việt Nam (s. 1928)
- 2013 – Conrad Bain, diễn viên người Canada-Mỹ (s. 1923)
- 2014 – Bùi Thế Lân, Thiếu tướng Quân lực Việt Nam Cộng hòa (Sinh 1932)
- 2016 – Alan Rickman, diễn viên người Anh.